# Stardust (singolo Lena)
Stardust è un singolo della cantante tedesca Lena pubblicato il 21 settembre 2012 da Universal, estratto dall'album Stardust.

## Tracce
CD, download digitale
1. Stardust – 3:31 (Rosi Golan, Tim Myers)
2. Time – 4:19

Durata totale: 7:50

## Successo commerciale
In Germania, Stardust ha debuttato al secondo posto, venendo superato dal singolo del cantautore israeliano Asaf Avidan, One Day/Reckoning Song, stabile al primo posto. La settimana successiva, il singolo scende alla 6ª posizione. Scende ancora, occupando l'ottavo posto. Rimane nei primi quindici posti per un totale di nove settimane consecutive. Stardust è stato certificato disco d'oro per le oltre 150 000 copie vendute dalla Bundesverband Musikindustrie.

## Classifiche
| Classifica (2012) | Posizione raggiunta |
| ----------------- | ------------------- |
| Austria           | 14                  |
| Germania          | 2                   |
| Svizzera          | 74                  |